# کوتوله آبی (مرحله کوتوله سرخ)

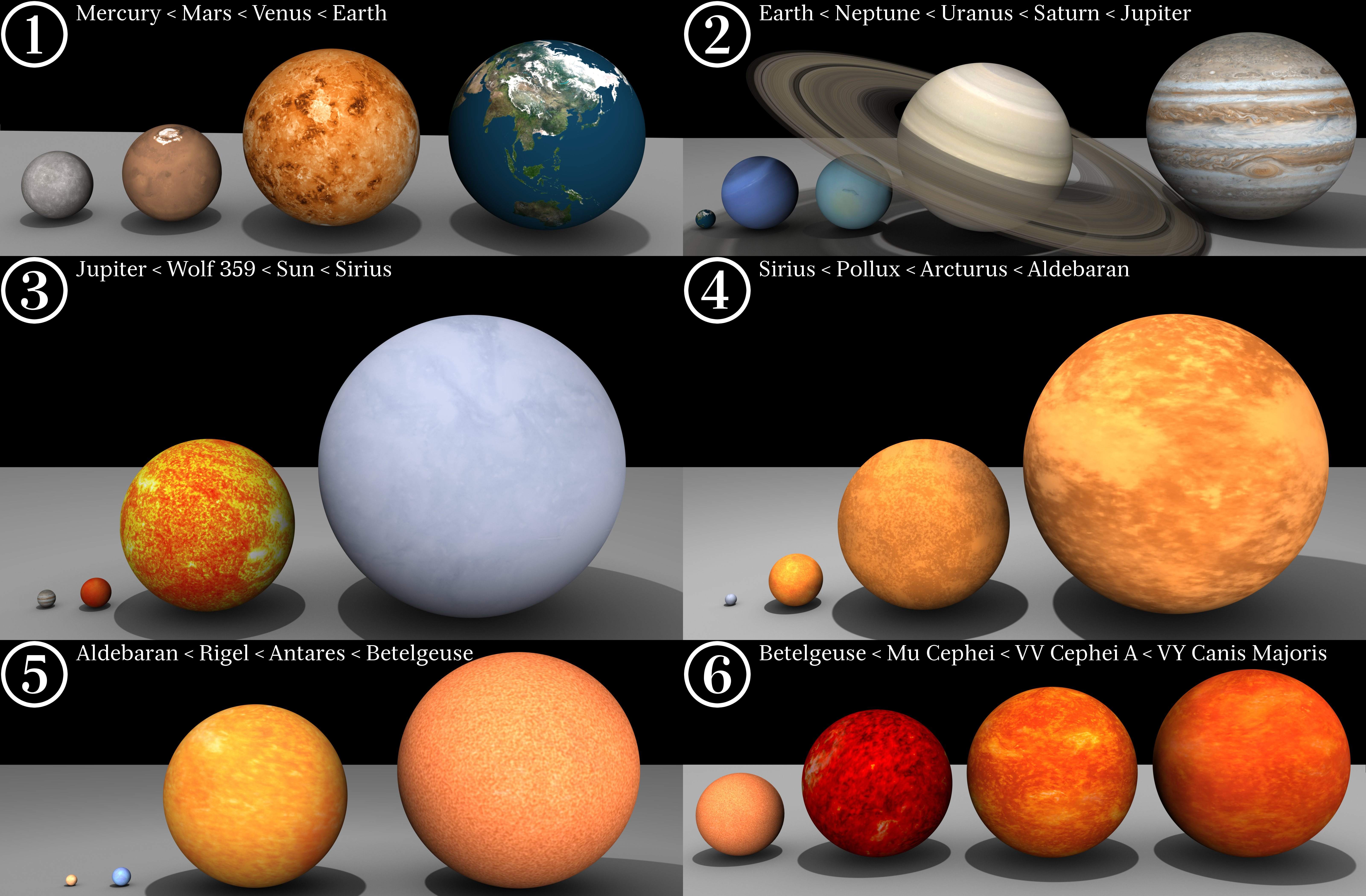

کوتوله آبی (به انگلیسی:Blue dwraf ) مراحل پایانی یک ستاره کوتوله سرخ است که دمای آن تا 50000 درجه سلسیوس بالا رفته و در حال رمبش است.
این ستاره ها آنقدر داغ می شوند تا تبدیل به سحابی سیاره نما شوند. این ستارگان از نوع O وB می توانند باشند.